# Gothic 3: Forsaken Gods
Gothic 3: Forsaken Gods est une extension du jeu vidéo de rôle Gothic 3.  Elle est sortie le 21 novembre 2008 et est disponible sur PC. C'est le premier épisode de la série à ne plus être développé par Piranha Bytes. Les critiques sont très mauvaises, notamment à cause de nombreux bogues et problèmes de performance.
Plusieurs patchs ne réussiront pas à améliorer le jeu.  Après de longues péripéties et contre toute attente, l'éditeur charge finalement Mad Vulture Games (MVG) (société formée pour l'occasion par des membres du fameux « Community Patch Team ») de réparer et améliorer le jeu. L'annonce est faite publiquement le 31 octobre 2010 et le patch est disponible depuis le 22 mars 2011.

## Trame
À la fin de Gothic 3, le héros et Xardas ont réussi à établir un royaume de Myrtana où les Dieux n'ont plus d'influence.  Afin de ne pas en perturber le fragile équilibre, ils ont quitté le royaume, s'exilant quelque part entre l'espace et le temps.  De là, ils observent les humains et les orques.  Les relations entre ces derniers s'enveniment à nouveau.  Le héros et Xardas n'ont pas les mêmes vues sur la situation et finalement un combat éclate entre les deux compagnons. Le héros revient en secret dans le royaume de Myrtana avec le but d'unir le royaume, cette fois pour de bon.
Il se réveille dans le petit village de Silden, ayant perdu tous ses pouvoirs, sans armes et sans protection.

### Personnages
Dans la pure tradition des jeux développés par Piranha Bytes, le personnage principal n'a pas de nom. On l'appelle simplement le « héros sans nom » (HSN). Les principaux personnages sont issus directement des précédents épisodes : Lee en chef du camp humain, Thorus et Gorn se faisant la guerre au nom des orques et des humains, et Milten Plescott, jeune magicien du feu et ami du héros.

## Système de jeu
Contrairement à ce qui se fait dans beaucoup de jeux de rôle, dans Gothic on ne choisit ni son personnage ni sa classe. Au fur et à mesure des combats et des quêtes, on gagne des points d'expérience (XP).  Lorsque l'on a accumulé assez de points, on progresse d'un niveau et l'on gagne 10 points d'apprentissage (« skill points » : points de compétence). On échange ces points d'apprentissage auprès de maîtres contre le développement de certaines caractéristiques du personnage ou l'apprentissage de nouvelles compétences.
Le jeu propose un système de combat avec des parades, des blocs, et esquives. Grâce à ce système, le joueur peut utiliser un large éventail d'armes blanches. Alternativement, le joueur peut choisir de jouer comme un magicien (mage) ou un chasseur.
Dans Gothic 3 et cette extension, le système de combat innove, introduisant la notion d'endurance.  Lorsque le héros combat, il se fatigue et ses points d'endurance diminuent. Lorsqu'il n'a plus de point d'endurance, il ne peut plus porter de coups.
Gothic propose au joueur un monde virtuel ouvert.

## Développement

### Version initiale
Fin 2007, Piranha Bytes, le développeur historique du jeu, et JoWooD, le distributeur, se séparent. Ce dernier conserve pour une durée limitée les droits sur la série et la marque déposée Gothic.  Il confie le développement de l'extension à la compagnie indienne Trine Games. Probablement pour des questions de temps de coût, le royaume de Myrtana est réduit au tiers de sa taille dans Gothic 3.
À sa sortie, le jeu est encore truffé de bogues et a de graves problèmes de performance ; les quelques patchs fournis par Trine Games n'y changent rien et plus d'un an après avoir promis un patch plus important, JoWooD semble avoir jeté l'éponge.

### Version améliorée (Enhanced Version- EE)
En mars 2010, une pétition est lancée et le 31 octobre 2010, JoWooD crée la surprise en annonçant qu'il accepte finalement de donner les sources à la Communauté des Joueurs (Community Patch Team - CPT) afin qu'ils se substituent à Trine Games et résolvent les problèmes ,,. L'histoire se répète puisque c'est exactement ce qui s'était passé avec Gothic 3. Dans les deux cas, le CPT travaille comme un partenaire professionnel de JoWooD qui prend totalement en charge le financement de leur travail pour développer le patch. La société Mad Vulture Game est créée par des membres du CPT pour gérer le projet.

Le patch, initialement annoncé pour fin 2010, sort finalement le 22 mars 2011. Il résout tous les bogues et aplanit la plupart des inconsistances de la version initiale. Au passage, les graphismes sont améliorés et de nouveaux animaux et adversaires introduits. Le système de combat est aussi amélioré, intégrant le système d'intelligence artificielle (IA) développé pour le Community Patch de Gothic 3 CP 1.74. Le système de progression, jugé trop facile dans la version d'origine, est revu à la hausse : les bonus sont moins généreux et l'arbre de développement est modifié (utilisant le même arbre « alternate balancing » que pour Gothic 3 CP 1.74).

## Accueil

### Version initiale
Cette extension a été un échec, tant auprès de la presse spécialisée que des joueurs (côtes moyennes respectives sur Metacritic: 44/100 et 4,5/10). IGN UK (3,5/10) résume : « Ce titre est carrément un désastre. Il est évident qu'il n'a pas été testé en profondeur, voire pas testé du tout avant sa sortie. Le jeu est truffé de bogues et de problèmes de performance et finalement il est injouable ».

### Version améliorée (Enhanced Version- EE)
Le Community Patch résout tous les bogues et reçoit un accueil enthousiaste des fans de la série.

## Éléments techniques

### Moteur graphique
Le jeu repose sur le moteur graphique « Genome » qui avait été entièrement développé en interne par Piranha Bytes pour Gothic 3. Le moteur n'a pas été amélioré pour ce nouvel épisode.

### Configuration PC requise
- système d'exploitation : XP SP2/Vista
- micro-processeur : Intel Pentium 4 Core ou Athlon XP à 2 GHz (recommandé : 3 GHz)
- mémoire vive : 1GB RAM (recommandé : 1,5 GB)
- carte graphique avec 128 MB de RAM (recommandé : Radeon X1600/Geforce 6800)
- espace libre nécessaire sur le disque dur : 4.6 GB

Le jeu souffre d'un manque d'optimisation qui provoque des saccades, même avec la configuration recommandée. Le problème est d'autant plus aigu dans les endroits où ont été implémentés beaucoup de MOD graphiques, comme dans la ville de Trélis.